# Trachyrhinus horneri
Trachyrhinus horneri is een hooiwagen uit de familie Sclerosomatidae.